# Lyn Coleman
Lynette ("Lyn") Coleman (16 de septiembre de 1964-22 de mayo de 2023) es una jugadora paralímpica australiana de bochas adaptadas, atleta y nadadora con parálisis cerebral.

## Carrera
Lyn nació en Brisbane. En los Juegos Paralímpicos de Nueva York y Stoke Mandeville 1984, ganó una medalla de plata en el Slalom en silla de ruedas femenino C1 y también compitió en natación. En los Juegos Paralímpicos de Seúl 1988, compitió en atletismo y en pruebas de bochas, y compitió únicamente en bochas en los Juegos Paralímpicos de Barcelona 1992, Atlanta de 1996 y Sídney de 2000.
De 1995 a 2000, su clasificación internacional subió cada año. En el año 2000, recibió una Medalla Deportiva Australiana.
En julio de 2005, ganó el BC3 individuales y BC3 pares (con Laura Solomon), y en septiembre de ese año, llegó a los cuartos de final del evento de BC3 individuales y fue parte del equipo que quedó en cuarto lugar en el evento de BC3 por equipos en los Campeonatos de Asia y el Pacífico Sur de Bochas.